# Communiqué
Communiqué é o segundo álbum de estúdio da banda de rock britânica Dire Straits, lançado em junho de 1979 pela Vertigo Records internacionalmente, Warner Bros. Records nos Estados Unidos e Mercury Records no Canadá. O álbum produziu o single "Lady Writer", que alcançou o número 45 na parada Billboard Hot 100 e o número 51 no UK Singles Chart. O álbum alcançou o número um nas paradas de álbuns na Alemanha, Nova Zelândia e Suécia. Communiqué mais tarde foi certificado em ouro nos Estados Unidos, platina no Reino Unido e dupla platina na França. 

## Gravação
Depois que a turnê do primeiro álbum do Dire Straits terminou em 18 de novembro de 1978, a banda começou a trabalhar na gravação de seu segundo álbum. As sessões de gravação do Communiqué ocorreram de 28 de novembro a 12 de dezembro de 1978 no Compass Point Studios em Nassau, Bahamas. O álbum foi mixado em janeiro de 1979 no Muscle Shoals Sound Studio no Alabama. O álbum foi produzido por Jerry Wexler e Barry Beckett, produtores veteranos do Muscle Shoals Sound Studio. Beckett (creditado como B. Bear) também contribuiu com teclados para algumas das nove faixas do álbum.

## Lançamento
Communiqué foi lançado em vinil LP e cassete em 15 de junho de 1979, oito meses após o lançamento de seu primeiro álbum, Dire Straits. Ele entrou nas paradas alemãs no número um em sua primeira semana de lançamento, enquanto seu álbum de estréia, Dire Straits ainda estava na posição número três. Mais tarde, foi lançado em CD. "Lady Writer" foi o primeiro single lançado do álbum, que continuou semelhante ao seu disco antecessor, exibindo o escopo de expansão do lirismo de Knopfler na faixa de abertura, "Once Upon a Time in the West". Communiqué foi remasterizado e reeditado com o resto do catálogo Dire Straits em 1996 para a maior parte do mundo fora dos Estados Unidos e em 19 de setembro de 2000 nos Estados Unidos. Dire Straits excursionou ao longo de 1979 após a conclusão das sessões de gravação. A turnê Communiqué começou em fevereiro de 1979 em Rotterdam, quatro meses antes do lançamento do álbum em 15 de junho. Dire Straits faria um total de 116 concertos na Europa e América do Norte, o concerto final ocorrendo em 21 de dezembro de 1979 em Londres. Communiqué foi o último álbum a apresentar David Knopfler, que deixou Dire Straits devido a diferenças criativas com seu irmão durante a gravação de seu terceiro álbum Making Movies em agosto de 1980.
| Críticas profissionais | Críticas profissionais |
| Avaliações da crítica  | Avaliações da crítica  |
| Fonte                  | Avaliação              |
| ---------------------- | ---------------------- |
| AllMusic               | [ 6 ]                  |
| Robert Christgau       | B-                     |
| Pitchfork              | 6.2/10                 |
| Rolling Stone          | 3 de 5 estrelas.       |

### Recepção
Em uma revisão de 1979 para o Birmingham Daily Post, Jonathan Daümler-Ford chamou de "disco competente", mas escreveu que "as músicas soam como imitações pálidas, ou os cortes que não eram bons o suficiente para Dire Straits".  Em sua revisão retrospectiva para AllMusic, William Ruhlmann deu ao álbum duas estrelas e meia de cinco estrelas, escrevendo que o segundo álbum "parecia pouco mais que uma cópia carbono de seu antecessor com material menos atraente". 

## Faixas

### Lado Um
| N.º | Título                             | Duração |  |
| 1.  | "Once Upon a Time in the West"     | 5:14    |  |
| 2.  | "News"                             | 4:11    |  |
| 3.  | "Where Do You Think You're Going?" | 3:43    |  |
| 4.  | "Communiqué"                       | 5:42    |  |

### Lado Dois
| N.º            | Título                 | Duração |  |
| 1.             | "Lady Writer"          | 3:38    |  |
| 2.             | "Angel of Mercy"       | 4:29    |  |
| 3.             | "Portobello Belle"     | 4:21    |  |
| 4.             | "Single-Handed Sailor" | 4:42    |  |
| 5.             | "Follow Me Home"       | 5:42    |  |
| Duração total: | Duração total:         | 41:42   |  |

## Integrantes

### Dire Straits
- Mark Knopfler – vocais, guitarras
- David Knopfler – guitarra rítmica
- John Illsley – baixo, vocais
- Pick Withers – bateria, vocais

## Produção
- Barry Beckett (creditado como B. Bear) – teclados e produtor
- Geoff Halpin – ilustrações
- Gregg Hamm – engenheiro de mixagem
- Bobby Hata – masterização
- Bob Ludwig – remasterização
- Jack Nuber - engenheiro
- Thelbert Rigby - operador de fita
- Alan Schmidt – direção de arte
- Jerry Wexler – produtor
- Paul Wexler – supervisor de masterização